# Викифункции
Викифункции — совместно редактируемый каталог компьютерных функций, позволяющий создавать, изменять и повторно использовать исходный код. Он тесно связан с Абстрактной Википедией, которая является расширением Викиданных и позволяет на основе её структурированных данных генерировать контент для множества языковых версий Википедии.
Предварительное название было Викилямбда (Wikilambda), окончательное название — Викифункции. Оно было объявлено 22 декабря 2020 года, после окончания конкурса по именованию проекта.
После запуска в 2012 году проекта Викиданные, Викифункции — первый новый проект Wikimedia. Официальный запуск Викифункций состоялся в июле 2023 года, ознаменовав собой трёхлетний период разработки.